# Ataque aéreo al edificio de gobierno de Járkov
El ataque aéreo al edificio de gobierno de Járkov ocurrió el 1 de marzo de 2022, cuando las fuerzas rusas atacaron el edificio administrativo gubernamental de la Óblast de Járkov en la capital homónima.

## Ataque aéreo
El ataque al edificio de gobierno de Járkov se dio en el contexto de la batalla de Járkov ante las huestes rusas que provenían del noroeste.
Las tropas rusas lanzaron dos cohetes contra el edificio de la administración, lo que resultó en la muerte de 29 personas, la destrucción del propio edificio y graves daños a otras estructuras en el área de Freedom Square. En junio de 2022, el edificio gubernamental fue reconocido como no sujeto a restauración.

## Detalles
Se registró que el arma de ataque fueron dos misiles de kalibr, el ataque dejó un aproximado de 35 heridos y 29 muertos. El gobierno ucraniano expresó que el ataque se desarrolló a las 8:00 a. m. de la mañana en el horario de verano de Europa oriental.